# La Roquette-sur-Siagne
La Roquette-sur-Siagne – miejscowość i gmina we Francji, w regionie Prowansja-Alpy-Lazurowe Wybrzeże, w departamencie Alpy Nadmorskie.
Według danych na rok 1990 gminę zamieszkiwały 3642 osoby, a gęstość zaludnienia wynosiła 577 osób/km² (wśród 963 gmin regionu Prowansja-Alpy-W. Lazurowe La Roquette-sur-Siagne plasuje się na 167. miejscu pod względem liczby ludności, natomiast pod względem powierzchni na miejscu 780.).